# Componium

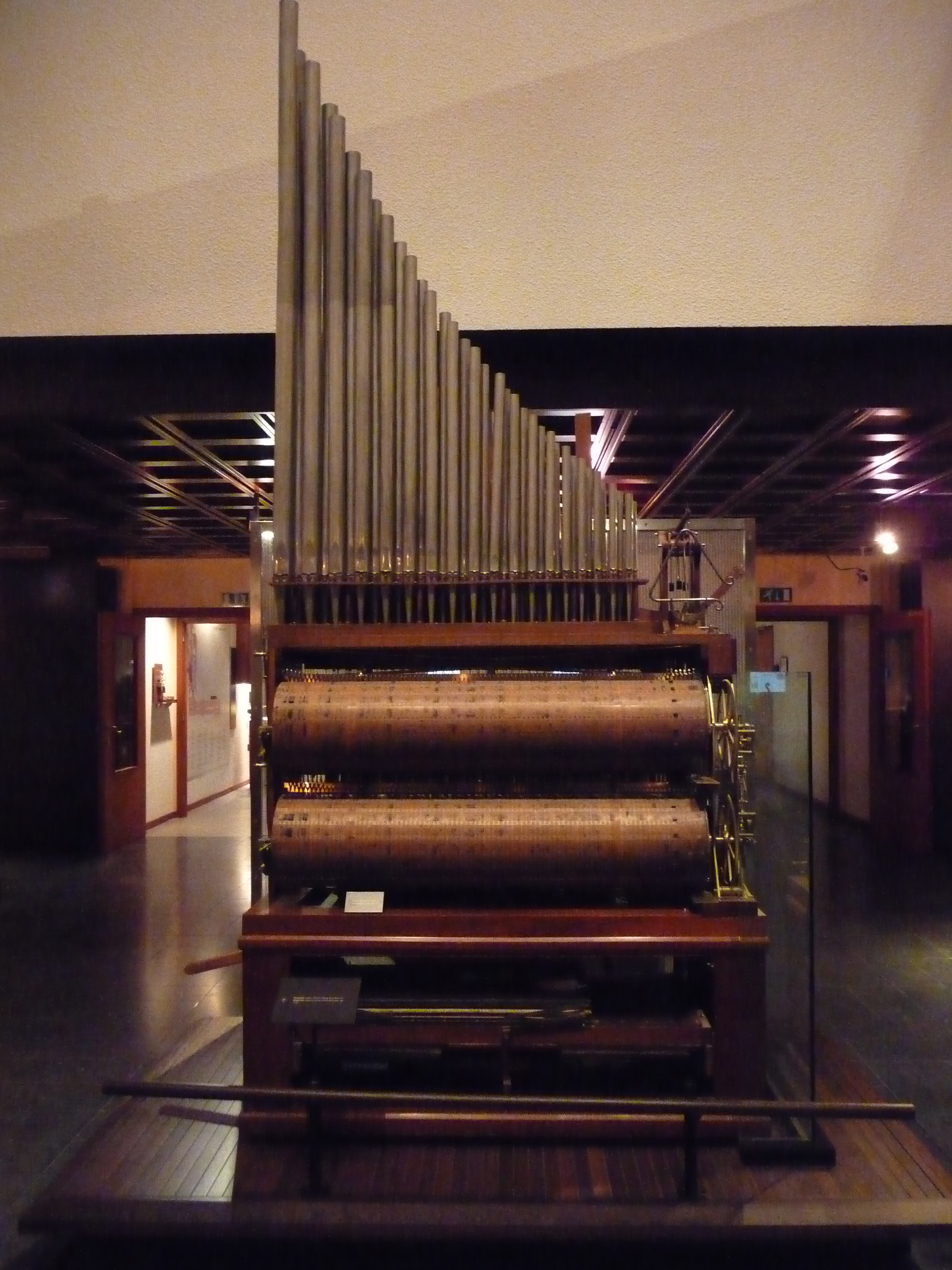
El componium, inventado en 1821 por Dietrich Nikolaus Winkel es un orquestrión con un mecanismo aleatorio, creado para tocar un sinfín de variaciones sobre un tema. Museo de Instrumentos Musicales de Bruselas.

El componium es un instrumento musical mecánico construido en 1821 por Dietrich Nikolaus Winkel (Lippstatt, Alemania, 1773 - Ámsterdam, Países Bajos, 1826) que compone nueva música. Es un órgano automático que consta de cilindros que giran simultáneamente. Los cilindros se turnan interpretando dos medidas de música elegidas al azar, mientras que otro, silencioso, se desliza horizontalmente para seleccionar la siguiente variación. Una ruleta similar a un volante decide si se selecciona  o no la siguiente variación. El instrumento toca una pieza de 80 medidas, con ocho variaciones por cada dos medidas.
El poder compositivo del componium se limita así a nuevas combinaciones de la música ofrecida en su cilindros. Este instrumento se cree que ha copiado algunas de las características del panharmonicon de Johann Nepomuk Mälzel,  pero añadido la posibilidad de la composición aleatoria.
El componium, en bastante mal estado ahora, está en la colección del Museo de Instrumentos Musicales de Bruselas.

## Discografía
- Una melodía no reconocida. Grabado en 1967 o 1969. Publicado originalmente en un disco LP  Opname uit de verzamelingen van het Instrumentenmuseum te Brussel/Enregistrements de la collection du Musée instrumental de Bruxelles ([Bruselas?]: Nationale Diskoteek van België, [1972?]. D.N.B. 30.007), que también acompaña al libro Les instruments de musique dans l'art et l'histoire, de R. Bragard y Ferd. J. de Hen (Bruselas, 1973); republicado en un CD, Instruments insolites/Muzikale meesterstukken/Unusual sounds (Bruselas: Musée des instruments de musique (mim), ©2013. mim MIM015)

- Datos: Q5156711